# Google Daydream
Daydream（意为“白日梦”）是一个虚拟现实（VR）平台，由Google为第七代Android移动操作系统——Android Nougat开发。最初于2016年5月举行的Google I/O开发者大会上宣布，首款VR头设在2016年11月10日推出。
与Google的第一代VR平台Google Cardboard不同，Daydream自Android 7.1 Nougat起便集成在Android操作系统中。Daydream平台规范包括软件和硬件两方面，与之兼容的手机标识为“Daydream-ready”。
隨著Pixel 4的發表，Google已在發布會上明確宣布停止Daydream Project，並且停售所有在售的Daydream View設備，連帶旗下的手機Pixel 4也不再支援Daydream，但是Google表示，Daydream app 和 store 暫時還會繼續為已經擁有 Daydream View 和支援的手機的用戶開放。

## 硬件

### 手机
只有包含特定组件的新手机能与Daydream兼容。Google I/O大会上，Google宣布8个硬件合作伙伴将生产符合Daydream标准的手机，包括三星、HTC、LG、小米、华为、中兴、华硕以及阿尔卡特。为避免延迟和可能带来的反胃感，处于Daydream模式时，手机CPU的一个核心将为UI线程独占，此核心所有计算能力都会投入用户界面绘制中。
以下是确认支持Daydream的手机：
| 名称                   | 品牌   | 系统芯片                                                             | 支持开始日期  | 备注                       |
| ---------------------- | ------ | -------------------------------------------------------------------- | ------------- | -------------------------- |
| Axon 7                 | 中兴   | Snapdragon 820                                                       | 2016年7月27日 | 首款支持的手机             |
| Pixel/Pixel XL系列手机 | Google | 第一代：Snapdragon 821 第二代：Snapdragon 835 第三代：Snapdragon 845 | 2016年10月4日 |                            |
| Moto Z/Moto Z Force    | 联想   | Snapdragon 820                                                       |               | 需要Android Nougat系统更新 |

### 头设

Google对Daydream兼容头设的早期设计

Google Daydream View与首款Daydream头设在2016年10月4日宣布。把支持Daydream的智能手机放入Daydream View前部的格子后，用户便可以通过Daydream View的2个镜头看到VR图像。与此前众多VR头设不同，Daydream View由轻质布料制成，手机格有两个带有电容性的纽扣状小块，它们可与内置NFC芯片配合，简化虚拟现实环境的设置过程。
2016年11月10日，Daydream View正式发布。
发布时的Daydream View仅有“石板灰”（Slate）颜色可选，“深红”（Crimson）和“雪白”（Snow）两种颜色将在2016年12月8日后上市。

### 控制器
Daydream头设附有无线控制器，用户可通过按下按钮或晃动设备与虚拟世界互动，内部传感器将检测控制器的方向并推算用户手部所在位置。Daydream View的控制器用完后可放回头设内。

## 软件
在2016年5月的Google I/O开发者大会上，Google宣布名为“Daydream”的虚拟现实（VR）模式将加入新版Android移动操作系统中。
VR模式可以让用户在使用支持虚拟现实的应用（如YouTube、Google地图街景、Google Play电影和Google相册）时获得身临其境的体验。第三方开发者同样可以开发VR应用，Google亦有说服Netflix、育碧等部分媒体公司对其娱乐应用进行适配。